# Абдрахманова, Рада Рафаилевна
Рада Абдрахманова (Биктимирова) (род. 15 октября 1987) — российская дзюдоистка, чемпионка и призёр чемпионатов России, Мастер спорта России. Живёт в Челябинске. Тренировалась под руководством Заслуженного тренера России Вячеслава Шишкина. Выступала в суперлёгкой весовой категории (до 48 кг). Чемпионка (2011 год), серебряный (2012) и бронзовый (2007, 2010) призёр чемпионатов России. Оставила большой спорт в 2013 году.

## Спортивные результаты
- Первенство России по дзюдо среди юниоров 2005 года — ;
- Первенство России по дзюдо среди юниоров 2006 года — ;
- Первенство России по дзюдо среди молодёжи 2007 года — ;
- Первенство России по дзюдо среди молодёжи 2008 года — ;
- Первенство России по дзюдо среди молодёжи 2009 года — ;

### Выступления на чемпионатах страны
- Чемпионат России по дзюдо 2007 года — ;
- Чемпионат России по дзюдо 2010 года — ;
- Чемпионат России по дзюдо 2011 года — ;
- Чемпионат России по дзюдо 2012 года — .

### Этапы Кубка Европы
- Сараево, 2008 год — ;
- Оренбург, 2011 год — ;
- Сараево, 2012 год — ;

### Этапы Кубка мира
- Бухарест, 2008 год — ;
- Минск, 2009 год — ;
- Минск, 2011 год — ;